# Kansas City Royals
Os Kansas City Royals são uma equipe de beisebol norte-americano, disputam a Divisão Central da Liga Americana da Major League Baseball. A sede da equipe é na cidade de Kansas City, Missouri, Estados Unidos, e jogam no Estádio Kauffman Stadium.
Foram campeões da World Series (título máximo do beisebol norte-americano), de 1985 e 2015, e perderam as finais de 1980 e 2014. Os Royals se classificaram para sua quarta final em 2015, quando enfrentaram o New York Mets, a qual venceram por 4-1. No último jogo, a equipe estava perdendo por 2 corridas a 0, até a 9ª entrada, quando tiveram a oportunidade de empatar. A franquia conseguiu levar o jogo até a 12ª entrada, quando conseguiram anotar 5 corridas e após 30 anos foram novamente campeões da série mundial. 
O Kansas City Royals é a primeira equipe a ter um brasileiro campeão da Major League Baseball, Paulo Orlando. 